# لافت (آپارتمان)

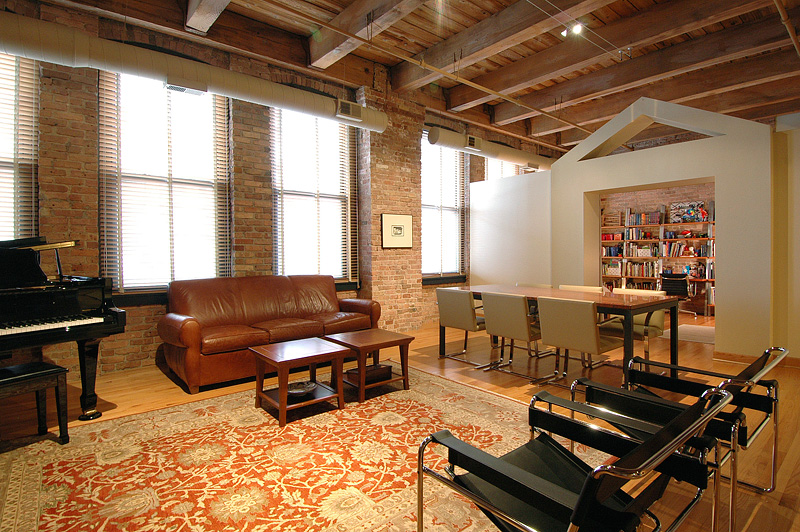
نمایی از یک آپارتمان در سبک لافت در شیکاگو.

لافت (به انگلیسی: Loft)، نوعی از فضای آپارتمانی است که به‌خاطر ویژگی‌های منحصربه‌فرد خود، از جمله سقف‌های بلند، دیوارهای داخلی کم و عناصر ساختاری نمایان همچون زیرشیروانی، از محبوبیت ویژه‌ای بین برخی خریداران برخوردار هستند.

## تاریخچه
آپارتمان‌های لافت ابتدا در شهرهای بزرگ صنعتی نظیر نیویورک و لندن ظهور کردند، جایی که هنرمندان و خلاقان به دنبال فضاهای بزرگ و ارزان‌قیمت برای زندگی و کار خود بودند. این فضاها که از ساختمان‌های صنعتی بلااستفاده یا تخلیه‌شده به آپارتمان تبدیل شده بودند، امکانات بسیار متفاوتی نسبت به آپارتمان‌های سنتی ارائه می‌دادند. با گذشت زمان و افزایش تقاضا، این نوع فضاها محبوب‌تر شدند و به عنوان نمادی از زندگی شهری مدرن شناخته شدند.

## ویژگی‌ها
آپارتمان‌های لافت دارای ویژگی‌های متمایزی هستند که آن‌ها را از سایر آپارتمان‌های سنتی جدا می‌کند. این ویژگی‌ها شامل موارد زیر است:
طرح بازآپارتمان‌های لافت معمولاً با دیوارهای داخلی کم یا بدون دیوار طراحی می‌شوند که به ساکنین امکان می‌دهد تا فضا را به دلخواه خود ترتیب دهند. این طرح باز باعث ایجاد حس آزادی و انعطاف‌پذیری در طراحی داخلی می‌شود.
سقف‌های بلندیکی از شاخص‌ترین ویژگی‌های آپارتمان‌های لافت، سقف‌های بسیار بلند آنهاست که اغلب بالاتر از آپارتمان‌های استاندارد است. این سقف‌های بلند باعث می‌شوند که فضا بزرگ‌تر و بازتر به نظر برسد.
عناصر ساختاری نمایاندر آپارتمان‌های لافت، عناصر ساختاری مانند تیرهای چوبی، لوله‌های فلزی و دیوارهای آجری معمولاً به صورت نمایان باقی می‌مانند که به ایجاد ظاهری صنعتی و خام کمک می‌کند.
پنجره‌های بزرگآپارتمان‌های لافت معمولاً دارای پنجره‌های بسیار بزرگ هستند که به ساکنین امکان می‌دهد تا از نور طبیعی زیادی بهره‌مند شوند و همچنین مناظر شهری را به خوبی مشاهده کنند.
نیم‌طبقه‌هادر برخی آپارتمان‌های لافت، به دلیل ارتفاع سقف، از نیم‌طبقه‌ها (مزونین) برای ایجاد فضای خواب یا فضای اضافی استفاده می‌شود.